# 1492: Conquest of Paradise (film)
1492: Conquest of Paradise is een Spaans-Brits-Franse biografische geschiedenisfilm, onder regie van Ridley Scott. De productie kwam uit in het jaar 1992, precies 500 jaar na de ontdekking van Amerika. De hoofdrollen werden gespeeld door Gérard Depardieu, Sigourney Weaver, Armand Assante en Fernando Rey.

## Verhaal
De film vertelt het verhaal van Christoffel Columbus' (Gérard Depardieu) ontdekking van Amerika. Columbus haalt koningin Isabella (Sigourney Weaver) over om zijn volgende expeditie te steunen. Door naar het Westen te varen, wil hij in het Oosten een nieuwe handelsroute naar Azië vinden. Hij heeft de ambitie om in vrede met de oorspronkelijke bevolking van de Nieuwe Wereld te leven, maar wordt tegengewerkt door zijn volgelingen die er slechts op uit zijn het land en zijn bewoners uit te buiten.
Uiteindelijk raakt Columbus hierdoor in vergetelheid en eindigt in armoede.

## Rolverdeling
| Acteur            | Personage                         |
| ----------------- | --------------------------------- |
| Gérard Depardieu  | Christopher Columbus              |
| Armand Assante    | Gabriel Sanchez                   |
| Sigourney Weaver  | Queen Isabella I.                 |
| Loren Dean        | Fernando Columbus (oudere versie) |
| Ángela Molina     | Beatrix Enriquez                  |
| Fernando Rey      | Antonio de Marchena               |
| Michael Wincott   | Adrian de Moxica                  |
| Tchéky Karyo      | Martín Alonso Pinzón              |
| Kevin Dunn        | Captain Mendez                    |
| Frank Langella    | Luis de Santángel                 |
| Mark Margolis     | Francisco de Bobadilla            |
| Kario Salem       | Arojaz                            |
| Billy L. Sullivan | Fernando Columbus (jonge versie)  |
| Arnold Vosloo     | Hernando de Guevara               |

## Achtergrond

### Uitgave en ontvangst
1492: Conquest of Paradise ging op 9 oktober 1992 in première. De film kreeg in de Verenigde Staten van de Motion Picture Association of America een PG-13 beoordeling wegens enkele gewelddadige scènes.
De film werd door critici met gemengde reacties ontvangen en de opbrengsten uit kaartverkoop waren relatief laag.
Op de website Rotten Tomatoes was 47% van de beoordelingen positief. Filmrecensent Roger Ebert toonde zich wel tevreden over de film, met name over de volgens hem realistische locaties en het acteerwerk van Depardieu.

### Soundtrack
Hoewel de opbrengst van de film tegenviel, vergaarde de filmmuziek van Vangelis wereldwijde waardering. In 1992 stond de gelijknamige soundtrack 1492: Conquest of Paradise in Nederland enige tijd in de Album Top 100. In 1995 volgde groter succes. Na een hype ontstaan door een bokser in Duitsland stond het album vijf weken bovenaan de Album Top 100 en bleef daar 37 weken instaan. Met een totale verkoop van meer dan 200.000 stuks, is het een van de best verkochte soundtracks aller tijden in Nederland. De single Conquest of Paradise stond tien weken op nummer 1 in de Nederlandse Top 40 en bleef daar negentien weken instaan. Er werden in Nederland naar schatting 100.000 exemplaren van verkocht.

## Prijzen en nominaties
Cinematograaf Adrian Biddle werd in 1992 voor zijn werk aan 1492: Conquest of Paradise door de British Society of Cinematographers genomineerd voor een Best Cinematography Award.
De filmmuziek van Vangelis werd in 1993 genomineerd voor een Golden Globe.